# Miasta dla rowerów
Miasta dla rowerów – ogólnopolska sieć, porozumienie organizacji, instytucji i osób działających na rzecz praw rowerzystów i popularyzacji roweru jako przyjaznego dla środowiska środka transportu w mieście. „Miasta dla rowerów” (wcześniej „międzymiastówka rowerowa”) powstały w 1995 roku na spotkaniu w Krakowie. Początkowo działała w ramach Fundacji Wspierania Inicjatyw Ekologicznych, od 1998 roku w ramach Zarządu Głównego Polskiego Klubu Ekologicznego. Od 2011 jako samodzielne stowarzyszenie. 

## Członkowie sieci[4]
- Białystok – Rowerowy Białystok
- Brzeg – Brzeski Klub „Na Przełaj”
- Bydgoszcz – Bydgoszcz Rowerowa
- Gdańsk – Gdańska Kampania Rowerowa
- GOP – Śląska Inicjatywa Rowerowa
- Kalisz – Kaliskie Stowarzyszenie Cyklistów
- Kraków – Kraków Miastem Rowerów
- Lublin – Porozumienie Rowerowe Lublin
- Łódź – Fundacja Normalne Miasto – Fenomen
- Olsztyn – Rowerowy Olsztyn
- Poznań – Sekcja Rowerzystów Miejskich
- Radom – Bractwo Rowerowe
- Słupsk – stowarzyszenie Aktywne Pomorze
- Szczecin – Rowerowy Szczecin
- Toruń – Stowarzyszenie Rowerowy Toruń
- Warszawa – Zielone Mazowsze
- Wrocław – Wrocławska Inicjatywa Rowerowa

## Stowarzyszenie na rzecz Ekologicznej Komunikacji „Sekcja Rowerzystów Miejskich”

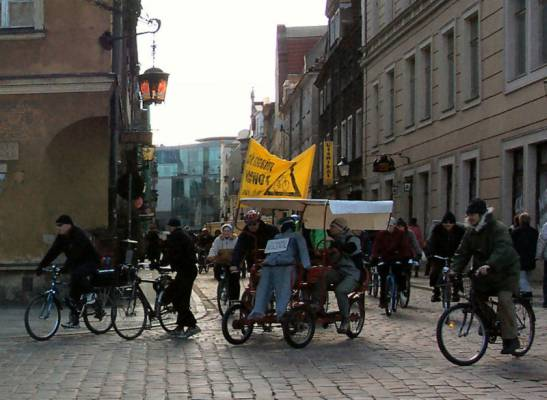
Rowerowe powitanie wiosny (20.03.2005) – przejazd ulicami Poznania

Sekcja Rowerzystów Miejskich początkowo działała jako część Poznańskiego Towarzystwa Cyklistów, po roku weszła w struktury Okręgu Wielkopolskiego Polskiego Klubu Ekologicznego. Od 1997 roku jest osobnym stowarzyszeniem, które posiada osobowość prawną.
Główne cele stowarzyszenia to promocja roweru jako środka komunikacji miejskiej i działania na rzecz tworzenia infrastruktury dla ruchu rowerowego w mieście i poza nim (miejskie i turystyczne drogi rowerowe, parkingi dla rowerów itp.).
Sekcja Rowerzystów Miejskich organizuje demonstracje i inne imprezy rowerowe, prowadzi korespondencję i uczestniczy w spotkaniach z władzami miasta i projektantami dróg rowerowych, współpracuje z mass mediami i prowadzi działalność wydawniczą. Ważne miejsce w kalendarzu imprez organizowanych przez SRM zajmuje rowerowe powitanie wiosny, podczas którego topiona jest nietypowa marzanna symbolizująca wybrany problem komunikacyjny dotyczący ruchu rowerowego.

## Bractwo Rowerowe
Bractwo Rowerowe zarejestrowano w 2003 roku w Radomiu. Cele działalności Bractwa to zachęcanie do używania środków transportu mało uciążliwych dla otoczenia, działanie na rzecz budowy infrastruktury rowerowej oraz popieranie wszelkich przedsięwzięć zmierzających do poprawy stanu środowiska życia człowieka. Bractwo współpracuje z Urzędem Miejskim, Miejską Pracownią Urbanistyczną i Centrum Edukacji Ekologicznej w Radomiu. Zabiera głos w środkach masowego przekazu, między innymi w stałym cyklu felietonów w tygodniku „7 Dni”. Współorganizuje Radomską Masę Krytyczną. Bractwo urządza wycieczki rowerowe w okolice Radomia oraz inne imprezy integracyjne dla środowiska Radomskich rowerzystów.

## Zielone Mazowsze
Zielone Mazowsze to ekologiczna organizacja pozarządowa założona w roku 1994 w Warszawie. Zajmuje się przede wszystkim promocją zrównoważonego transportu, czyli modelem rozwoju przestrzeni miejskiej i infrastruktury transportowej ogólnokrajowej, która umożliwia sprawne poruszanie się bez konieczności degradacji środowiska i przestrzeni. Przejawia się to w lobbowaniu na rzecz ścieżek rowerowych oraz sprawnego systemu komunikacji miejskiej i kolejowej.
Najbardziej znaną akcją Zielonego Mazowsza jest comiesięczny przejazd rowerzystów po ulicach Warszawy znany jako Warszawska Masa Krytyczna. Demonstracja na rzecz traktowania rowerów jako równouprawnionych uczestników ruchu, zarówno pod względem prawa jak i infrastruktury, rusza w ostatni piątek każdego miesiąca o 18:00 z Placu Zamkowego.

## Obywatelski Ruch Ekologiczny (ORE)
Obywatelski Ruch Ekologiczny (ORE) – powstał ok. 1996 roku w Łodzi, obecnie nieaktywny. W ramach sieci Miasto dla Rowerów, ORE organizowała Łódzką Masę Krytyczną, budowała parkingi rowerowe, działała na rzecz rozbudowy sieci dróg rowerowych w Łodzi, prowadziła działania propagandowe na rzecz promowania ruchu rowerowego, oraz organizowała w Łodzi Europejski dzień bez samochodu.
Działalność ORE wykraczała znacznie poza ramy działań na rzecz ruchu rowerowego i ta część jego działań stanowiła tylko jeden, nienajważniejszy kierunek działań tego ruchu. ORE współtworzyła czasopismo „Obywatel”.

## Raciborska Inicjatywa Rowerowa SOFT CITY
Inicjatywa powstała po drugiej raciborskiej masie krytycznej w 2008 roku. Celem jest nadanie miastu nowego charakteru, przede wszystkim poprzez otwarcie na transport ekonomiczny i ekologiczny. 25 kwietnia 2009 roku SOFT CITY zorganizowało trzecią edycję raciborskiej masy, w której wzięło udział 500 rowerzystów – co być może jest najlepszym wynikiem w Polsce, biorąc pod uwagę proporcje pomiędzy liczbą uczestników a mieszkańców